# Stazione di Higashi-Nakano
La Stazione di Higashi-Nakano (東中野駅?, Higashi-Nakano-eki) è una stazione ferroviaria di Tokyo che serve la linea Chūō-Sōbu. La stazione è gestita dalla JR East. Presso la stazione è disponibile l'interscambio con la Linea Ōedo della metropolitana di Tokyo.

## Linee

### Treni
- East Japan Railway Company
  - ■ Linea Chūō-Sōbu

### Metropolitana
- Metro Toei
  -  Linea Ōedo